# 駿河灣燭光魚
駿河灣燭光鱼（学名：Polyipnus surugaensis）为輻鰭魚綱巨口魚目褶胸鱼科的其中一種。分布於西北太平洋的日本駿河灣海域，為深海魚類，會進行垂直性洄游，體長可達3.7公分。